# Johnny Jebsen

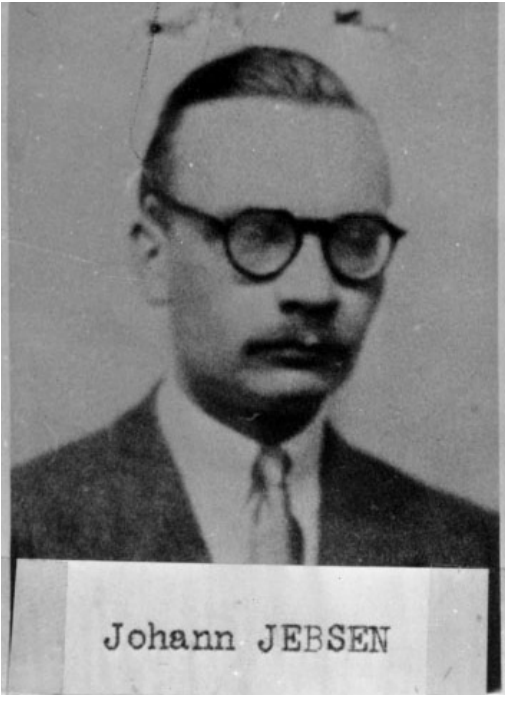
Johnny Jebsen

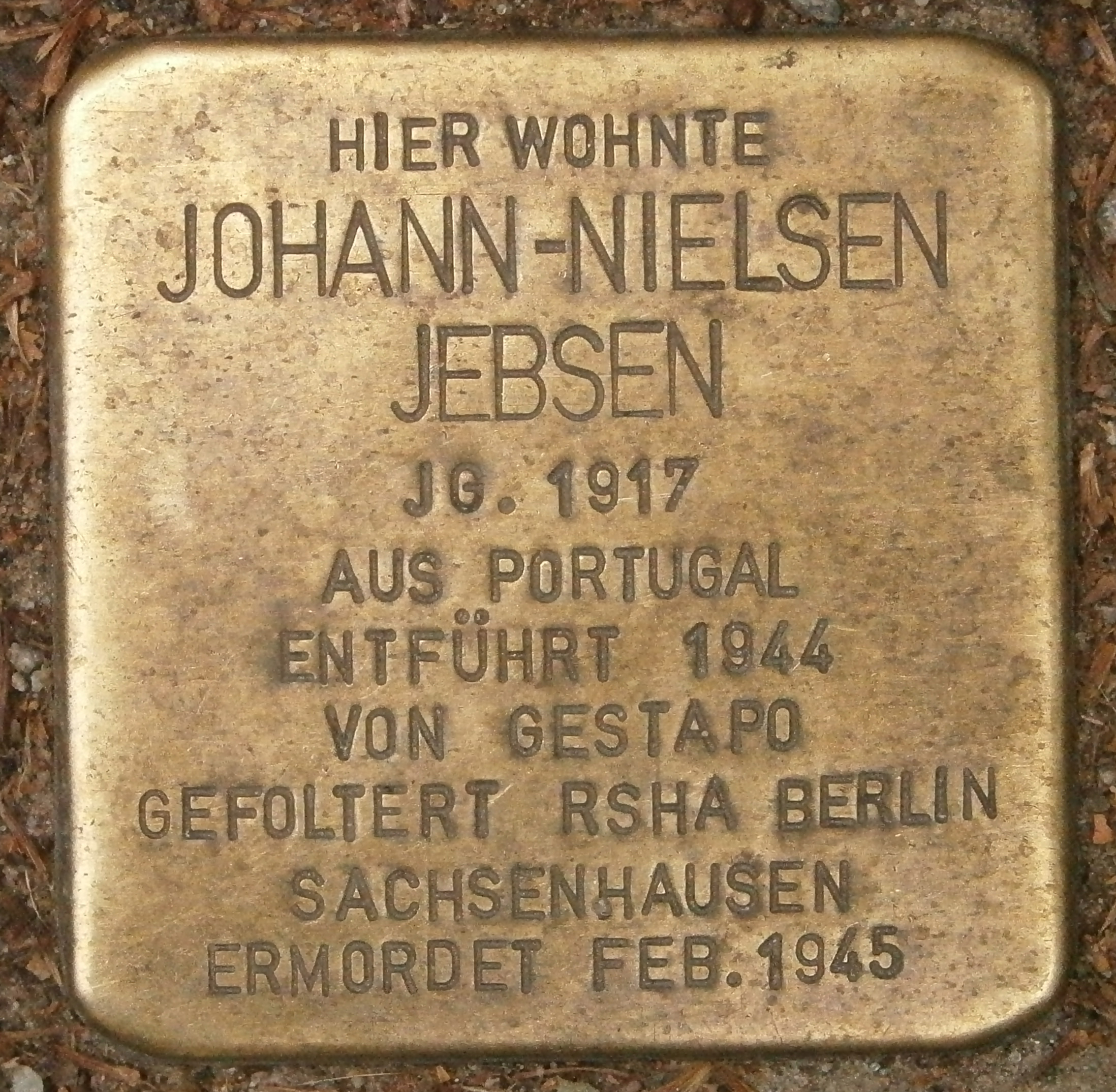
Stolperstein für Jebsen in der Hartungstraße in Hamburg-Rotherbaum.

Johnny Jebsen (* 1917 in Hamburg als Johann-Nielsen Jebsen; † im Februar 1945 wahrscheinlich im KZ Sachsenhausen) war als „Artist“ ein deutsch-britischer Doppelagent im Zweiten Weltkrieg. Er gilt als eines der Vorbilder der Romanreihe James Bond von Ian Fleming.

## Leben
Johnny Jebsen wuchs in einer Familie der Hamburger High Society auf und studierte 1936 an der Universität Freiburg, wo er den späteren Doppelagenten Dušan Popov (1912–1981) kennenlernte und sich mit ihm anfreundete. Er führte das Leben eines Playboys, fuhr auffällige Wagen wie einen Mercedes 540K, gab sich als englischer Aristokrat.
Jebsen lehnte die Nationalsozialisten ab und begann für die Abwehr zu arbeiten, um dem Dienst in der Wehrmacht zu entgehen. 1940 suchte er seinen Freund Popov in Belgrad auf und erzählte ihm von seiner Tätigkeit. 1942 bat er ihn, ihn für den MI5 anzuwerben. Beide lebten in Lissabon und spielten im Casino Estoril, wo sie auch dem damaligen britischen Geheimagenten und späteren Autor der James-Bond-Romane Ian Fleming begegneten. Jebsen sollte für die Briten Informationen über die deutsche Geheimwaffe V1 sammeln und seine Vorgesetzten in der Abwehr über den Ort der geplanten Landung in der Normandie täuschen, der Operation Overlord, was ihm gelang. Für Popov wie Jebsen war die Tätigkeit in Lissabon mit zahlreichen Risiken verbunden, die sie u. a. mit der Einnahme von Amphetaminen bekämpften. Jebsen hatte belastendes Material über Mitarbeiter des SD gesammelt und musste um sein Leben fürchten.
Kurz vor dem D-Day wurde er am 29. April 1944 in ein Lissaboner Büro zu Aloys Schreiber bestellt, dort überwältigt, betäubt und in einem Koffer in einem amerikanischen Studebaker durch Spanien nach Biarritz an der französischen Atlantikküste gefahren, mit dem Flugzeug nach Berlin ins Hauptquartier der Gestapo gebracht, verhört und gefoltert. Die Briten erfuhren von der Festnahme und befürchteten, er werde von dem wahren Ort der Invasion berichten, was er aber nicht tat. Er kam ins KZ Sachsenhausen. Im Februar 1945 wurde er dort erneut verhört und getötet. Seine Leiche wurde nie gefunden. 1950 wurde er für tot erklärt. Angehörige Jebsens haben nach dem Krieg die über 1000 Seiten Aktenmaterial des MI5 über ihn im Britischen Nationalarchiv einsehen können.
Heute erinnert ein Stolperstein vor dem Haus Hartungstraße 7A in Hamburg-Rotherbaum an ihn.